# Vallée (Erdre)
Die Vallée (französisch: Ruisseau de la Vallée) ist ein kleiner Fluss in Frankreich, der im Département Loire-Atlantique in der Region Pays de la Loire verläuft. Sie entspringt unter dem Namen Ruisseau du Pas du Gué im nordwestlichen Gemeindegebiet von Vallons-de-l’Erdre, entwässert generell Richtung Südwest und mündet nach rund 17 Kilometern an der Gemeindegrenze von Joué-sur-Erdre und Trans-sur-Erdre als rechter Nebenfluss in die Erdre. Die Vallée durchquert in der Gemeinde Riaillé die Stauseen Étang de la Poitevinière und Étang de la Provostière, von denen Wasser über einen künstlichen Kanal zum Grand Réservoir de Vioreau abgeleitet wird und von dort aus den Schifffahrtskanal Canal de Nantes à Brest im östlichen Abschnitt bewässert.

## Orte am Fluss
(Reihenfolge in Fließrichtung)
- Le Pas du Gué, Gemeinde Vallons-de-l’Erdre
- Le Jeanneau, Gemeinde Vallons-de-l’Erdre
- La Provostière, Gemeinde Riaillé
- Le Bois, Gemeinde Joué-sur-Erdre
- Le Clos, Gemeinde Trans-sur-Erdre